# Rubén Hinojosa

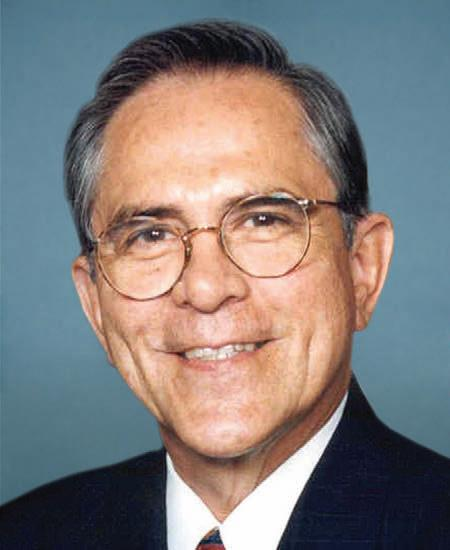
Rubén Hinojosa (2009)

Rubén E. Hinojosa (* 20. August 1940 in Edcouch, Hidalgo County, Texas) ist ein US-amerikanischer Politiker der Demokratischen Partei. Von 1997 bis 2017 vertrat er den Bundesstaat Texas im US-Repräsentantenhaus.

## Werdegang
Rubén Hinojosa besuchte die Mercedes High School und studierte danach bis 1962 an der University of Texas in Austin. Danach war er als privater Geschäftsmann tätig. Gleichzeitig begann er als Mitglied der Demokratischen Partei eine politische Laufbahn. Zwischen 1974 und 1984 gehörte er dem Bildungsausschuss (Board of Education) des Staates Texas an. Außerdem hielt er Vorlesungen an der University of Texas–Pan American in Edinburg. Von 1993 bis 1996 war er Vorsitzender des Verwaltungsrats des South Texas Community College im Hidalgo und im Starr County.
Bei den Kongresswahlen des Jahres 1996 wurde Hinojosa im 15. Wahlbezirk von Texas in das US-Repräsentantenhaus in Washington, D.C. gewählt, wo er am 3. Januar 1997 die Nachfolge von Kika de la Garza antrat. Da er bei allen bisher folgenden Wahlen bis einschließlich 2014 jeweils wiedergewählt wurde, konnte er sein Mandat bis zum 3. Januar 2017 ausüben. An diesem Tag musste er, da er im Jahr 2016 nicht mehr kandidierte, aus dem Kongress ausscheiden. In seine Zeit als Kongressabgeordneter fielen die Terroranschläge am 11. September 2001, der Irakkrieg und der Militäreinsatz in Afghanistan. Er war Mitglied im Bildungs- und Arbeitsausschuss, im Finanzausschuss sowie in vier Unterausschüssen.
Mit seiner Frau Martha hat er einen Sohn und vier Töchter. Die Familie lebt privat in Mercedes.